# Schäre (Schiffstyp)
Schären waren besondere, vorwiegend in Bayern für den Holztransport (Holztrift) konstruierte Flöße, die für die Überwindung schwieriger Gewässer wie z. B. Seen genutzt wurden. Sie waren Transportfahrzeuge für Triftholz, die aus einem Holzrahmen bestanden, der mit dem zu transportierenden Holz beladen wurde. 
Schären konnten eine beachtliche Größe erreichen. Für eine Holztrift im Jahr 1857 über den 16 km langen Ammersee südwestlich von München sind 174 m für den Hauptteil und je 14,5 m für Bug- und Heckteil einer Schäre übermittelt (204 m Gesamtlänge). Der Bug- sowie das Heckteil der Schäre waren selbst Vor- und Hinterfloß und im Gegensatz zum Hauptteil über die gesamte Fläche aus Floßbäumen zusammengestellt und verbunden. Sie trugen: zwei Masten, eine Schiffshütte, vier Anker, Takelage und Segel. Für das Beladen dieser Schäre waren 120 Arbeiter nötig. Die Beladung dauerte vier Wochen.
Die Herkunft des Begriffes Schäre wird in Schmellers Bayerischem Wörterbuch wie folgt erklärt: „Das ‚Gschär‘ bezeichnet eine hölzerne Einfassung, in die eine Türe, oder Fenster eingesetzt wird.“